# Rathaus Quedlinburg

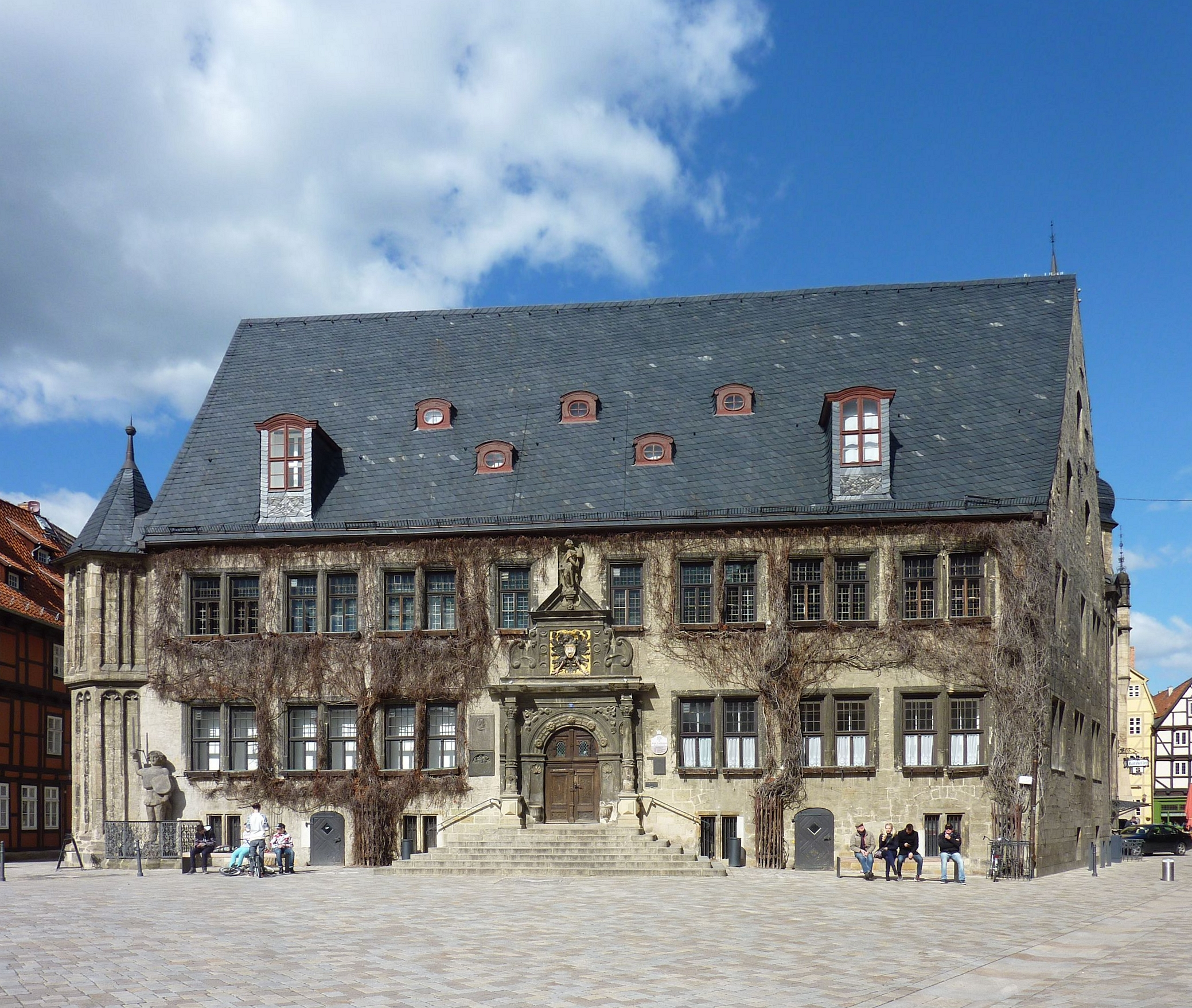
Rathaus Quedlinburg, April 2015, links der Archivturm

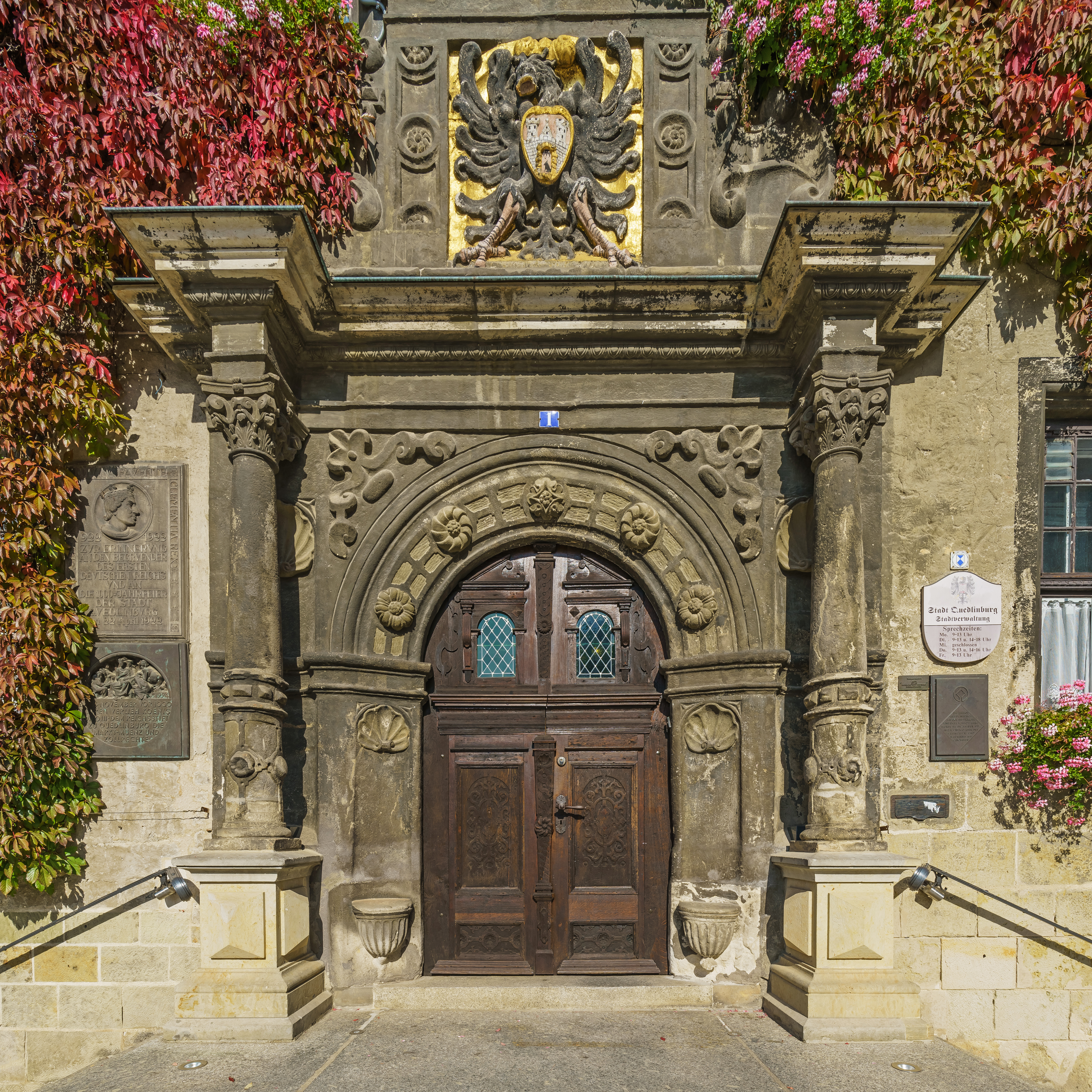
Portal des Haupteingangs des Rathauses

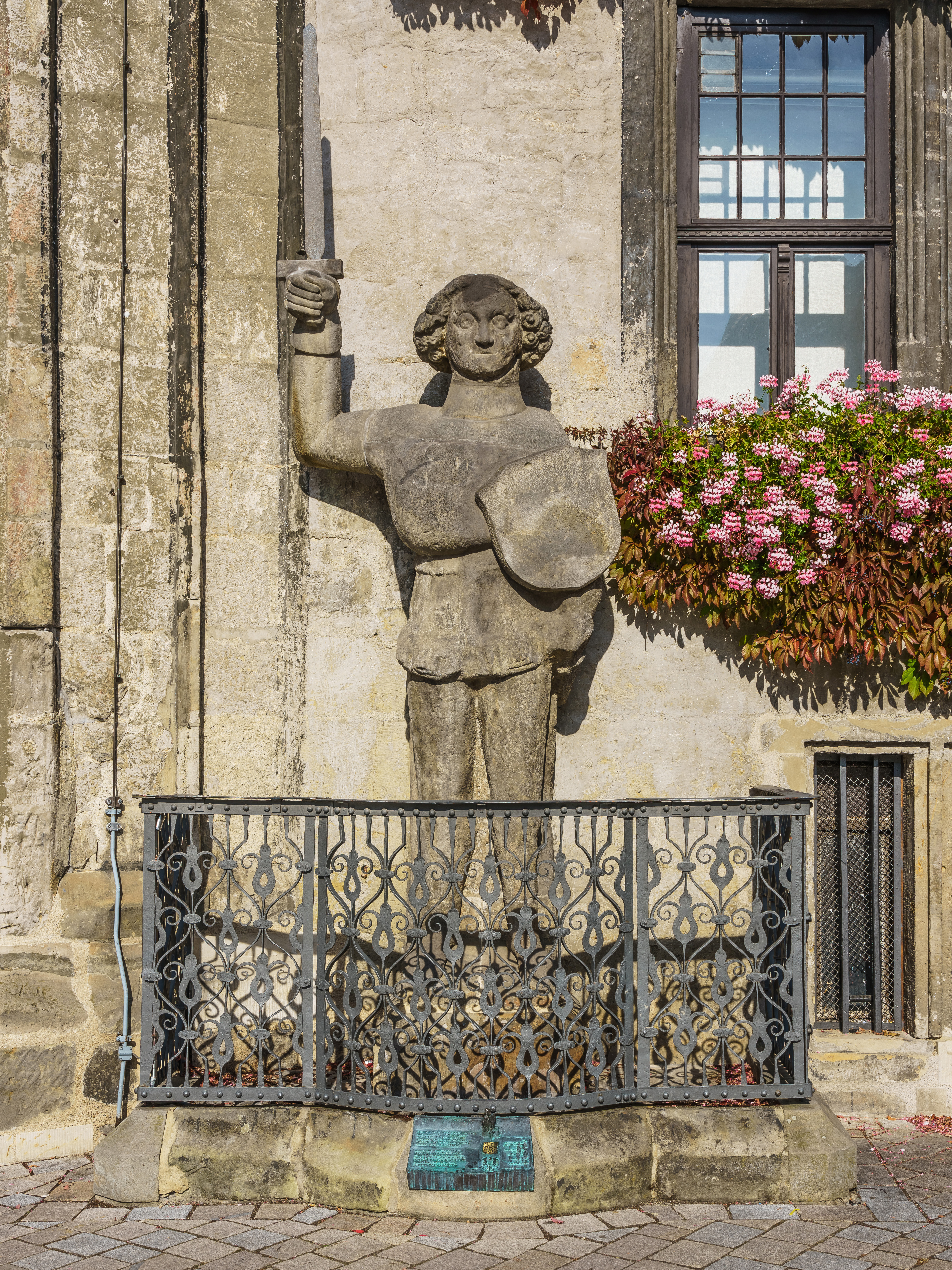
Roland-Statue

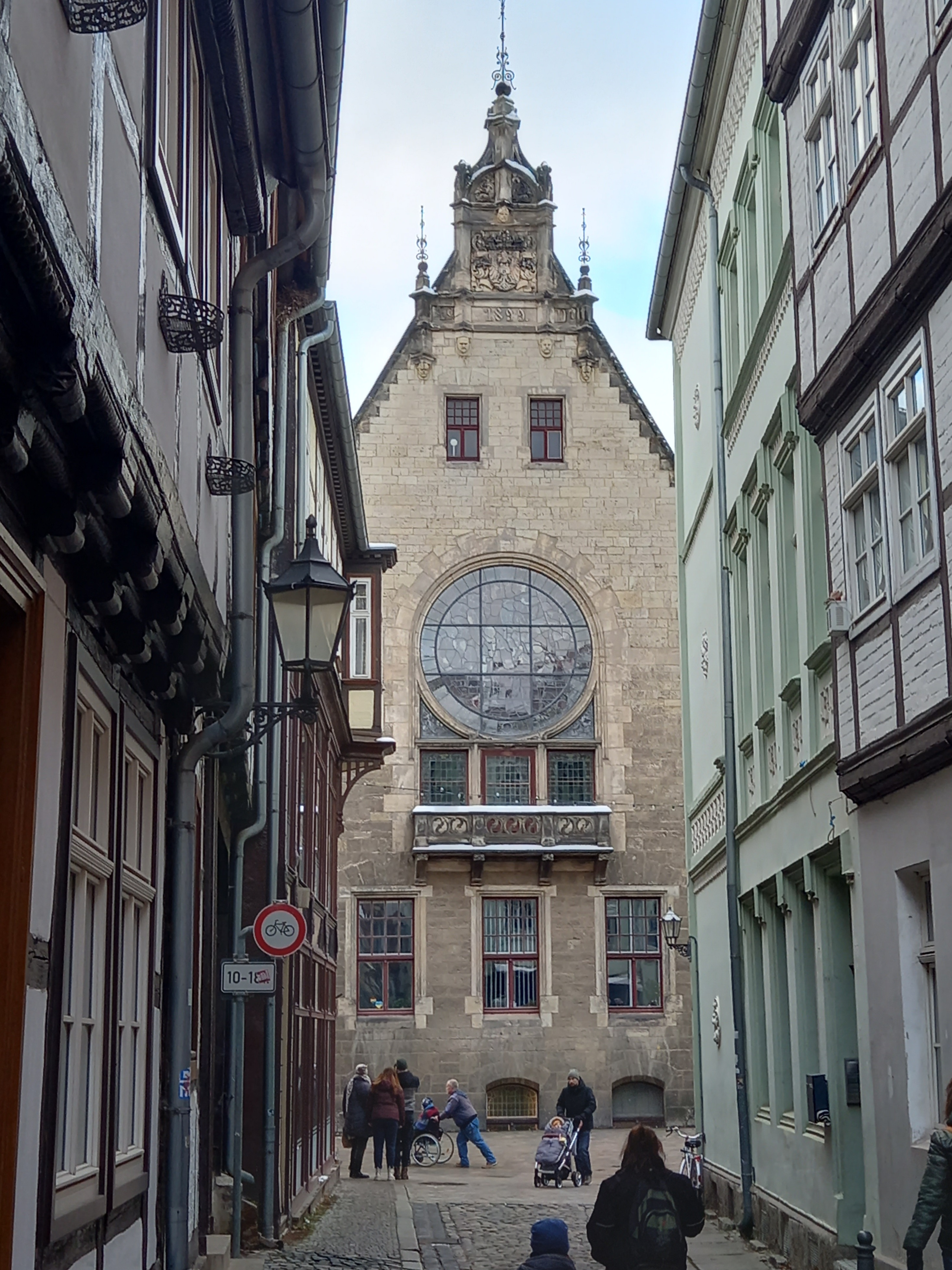
Die Gasse „Stieg“ läuft auf die Rückseite des Rathauses zu.

Das Rathaus Quedlinburg ist das Rathaus der Stadt Quedlinburg in Sachsen-Anhalt.
Es befindet sich an der Nordseite des Marktplatzes der Stadt an der Adresse Markt 1 und ist im Quedlinburger Denkmalverzeichnis eingetragen. Südwestlich des Rathauses steht der Quedlinburger Roland.

## Architektur und Geschichte
Das unter Denkmalschutz stehende zweigeschossige gotische Gebäude ist eines der ältesten Rathäuser in Deutschland und geht in seinem Kern bis auf die 2. Hälfte des 13. Jahrhunderts zurück. Im Jahr 1229 wurde erstmals ein Magistrat (consilium burgensium civitatis) erwähnt und im Jahr 1265 erstmals ein Rat (consules). Älteste in Urkunden genannte Bürgermeister waren 1284 Johannes Daz in der Altstadt und Johannes Smalt in der Neustadt sowie 1289 Friedrich Becker (Altstadt) und Heyso von Mekelenveld (Neustadt). Die Hölzer des Dachstuhls des Rathausbaus wurden im Jahr 1289 gefällt. Die erste urkundliche Erwähnung des Rathauses ist aus dem Jahr 1310 überliefert. 
Das Gebäude präsentiert sich als Werksteinbau. Es ist 25 Meter breit und 17 Meter hoch. Zum Teil ist es verputzt. Die östliche Außenwand des Rathauses steht, dem Verlauf der dort auf den Markt einmündenden Breiten Straße folgend, schräg zum Gebäude. Bedeckt wird das Rathaus von einem steilen Satteldach. Die Fassade des Rathauses ist üppig mit Wildem Wein bewachsen. Charakteristisch für das Erscheinungsbild des Gebäudes sind auch die traditionellen Blumenkästen vor den Fenstern, die ursprünglich dem Anbau von Kräutern zwecks Luftverbesserung in den Amtsstuben dienten.
1615/1616 und von 1898 bis 1901 fanden weitgehende Umbauten statt, die das heutige Erscheinungsbild prägen. So entstand 1615/1616 die noch heute bestehende Fassade. Statt der alten gotischen Spitzbogenfenster wurden die paarweisen rechteckigen Fenster eingefügt. Die Fassade erhielt ursprünglich einen weiß gekalkten Rauputz, die Fenstergewände wurden hiervon durch eine graugrüne Farbgebung mit schmaler schwarzer Umrandung abgesetzt. Der ursprünglich an der westlichen Giebelseite befindliche Eingang wurde auf die zum Markt zeigende Südseite verlegt. An dieser Stelle befand sich bis dahin die Ratsapotheke. Der westliche Zugang blieb jedoch zunächst noch erhalten und wurde erst 1862 vermauert. Zu dem 1616 entstandenen neuen Portal führt eine Freitreppe mit sieben Stufen. Das Portal ist von Säulen gerahmt und verfügt über Sitznischen. Überliefert ist, dass der das Portal ausführende Steinmetz mit 42 Talern und 18 Groschen bezahlt wurde. Im Aufsatz oberhalb des Portals befindet sich als Brustschild eines schwarzen Reichsadlers das Quedlinburger Stadtwappen und krönend Abundantia, die römische Göttin des Überflusses. Die Figur der Abundantia wurde für 22 Taler vom Bildhauer Georg Stier geschaffen. Links des Portals wurde 1922 eine Tafel zur Erinnerung an die erste urkundliche Erwähnung der Stadt im Jahr 922 durch Heinrich I. angebracht.
Vom Ende des 14. Jahrhunderts stammt ein zweigeschossiger Archivturm mit sechseckigem Grundriss an der Südwestseite des Rathauses. Der mit einem Zeltdach bekrönte Turm ist mit gekuppeltem Blendmaßwerk verziert. Erstmals erwähnt wurde der Turm 1460. In seinem Obergeschoss befand sich der geheime Schatzraum. Aufgrund einer ungewöhnlich gewölbten Decke wird dieser Raum als Kesselbudde bezeichnet. Eine im 16. Jahrhundert noch am Turm befestigte Sonnenuhr ist nicht erhalten. Ursprünglich war der Turm farbig gestaltet. Die Fensterleibungen waren rot, die Spiegel der Maßwerkfelder weiß und einige Rauten grau. Noch bis zum Anfang des 19. Jahrhunderts war auf der Südseite des Rathauses ein ursprünglich als Pranger genutztes Halseisen vorhanden.
Neben den üblichen Amtsgeschäften diente das Rathaus auch als Ort für gesellschaftliche Veranstaltungen. 1583 war das Rathaus Ort eines theologischen Streitgesprächs zwischen von mehreren Landesfürsten nach Quedlinburg entsandten Theologen.
Für das Jahr 1645 ist die Zurschaustellung eines ägyptischen Löwen überliefert. Die Tagungen des Rates fanden ab 1588 dreimal wöchentlich statt und wurden von der Ratsglocke des Kirchturms der etwas weiter nördlich gelegenen Sankt-Benedikti-Kirche verkündet.
1899 bis 1901 erfolgte eine wesentliche Erweiterung. Hierbei entstanden die Anbauten auf der Rückseite des Rathauses, wobei jedoch Teile des alten Fachwerks wieder eingesetzt wurden. Man errichtete ein großes Treppenhaus sowie den Ost- und den Westflügel des Gebäudes. Für diesen Neubau riss man das älteste erhaltengebliebene Haus der Stadt Hoken 7 ab. Die Entwürfe für den Erweiterungsbau stammten von Stadtbaurat Laumer. Im Ziergiebel des Anbaus zur Breiten Straße sind Porträts der Bauherren eingefügt. Die Grundsteinlegung für diesen nach Norden ausgerichteten Erweiterungsbau war am 28. Juni 1899, die Einweihung am 30. Mai 1901 erfolgt.
In der Zeit des Nationalsozialismus diente der Bereich vor dem Rathaus bei den auf Heinrich I. verweisenden Heinrichs-Feiern als Kulisse für die nationalsozialistische Propaganda, bei der auch Heinrich Himmler und der Gauleiter Rudolf Jordan anwesend waren.

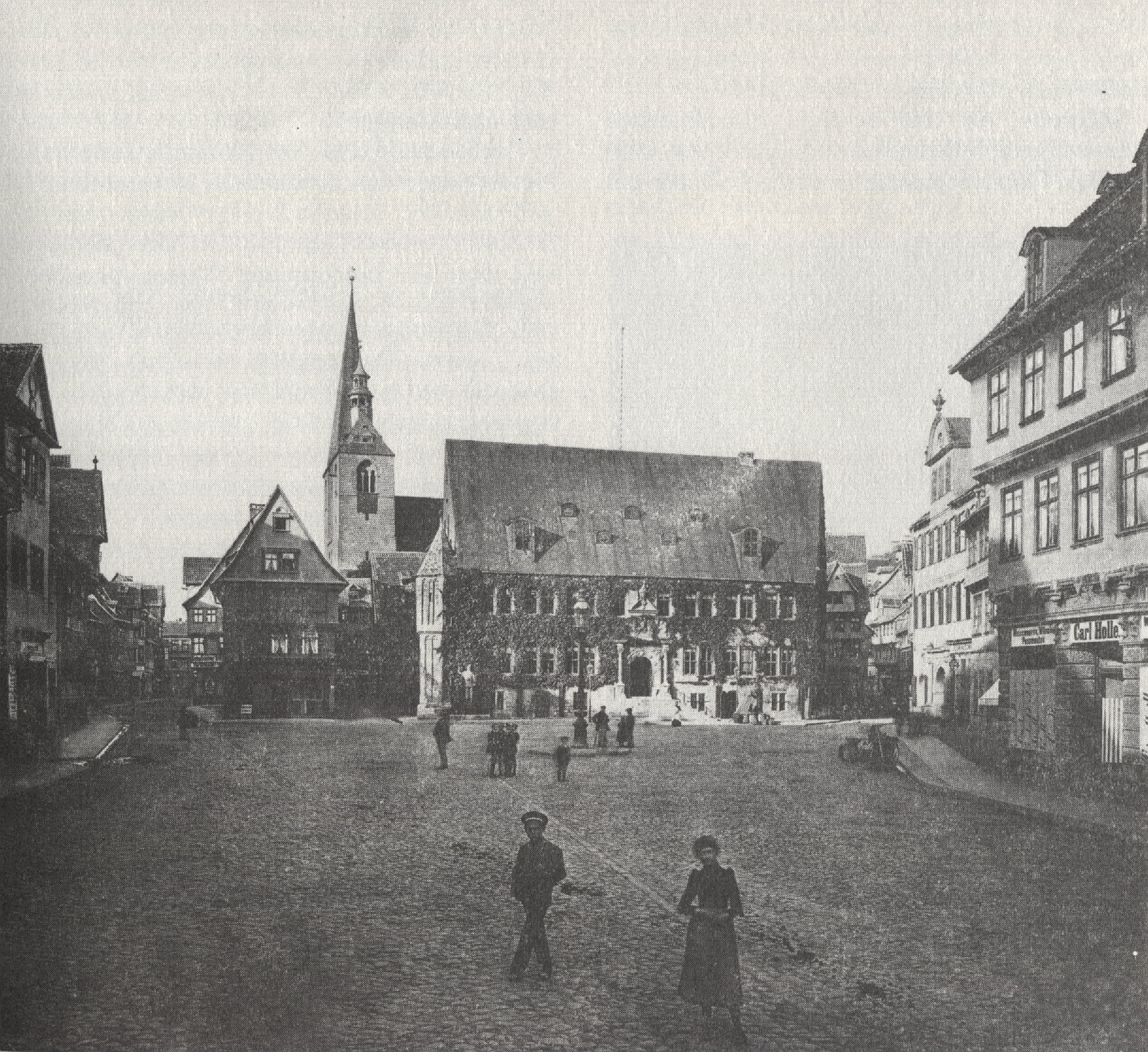
Aufnahme von 1893
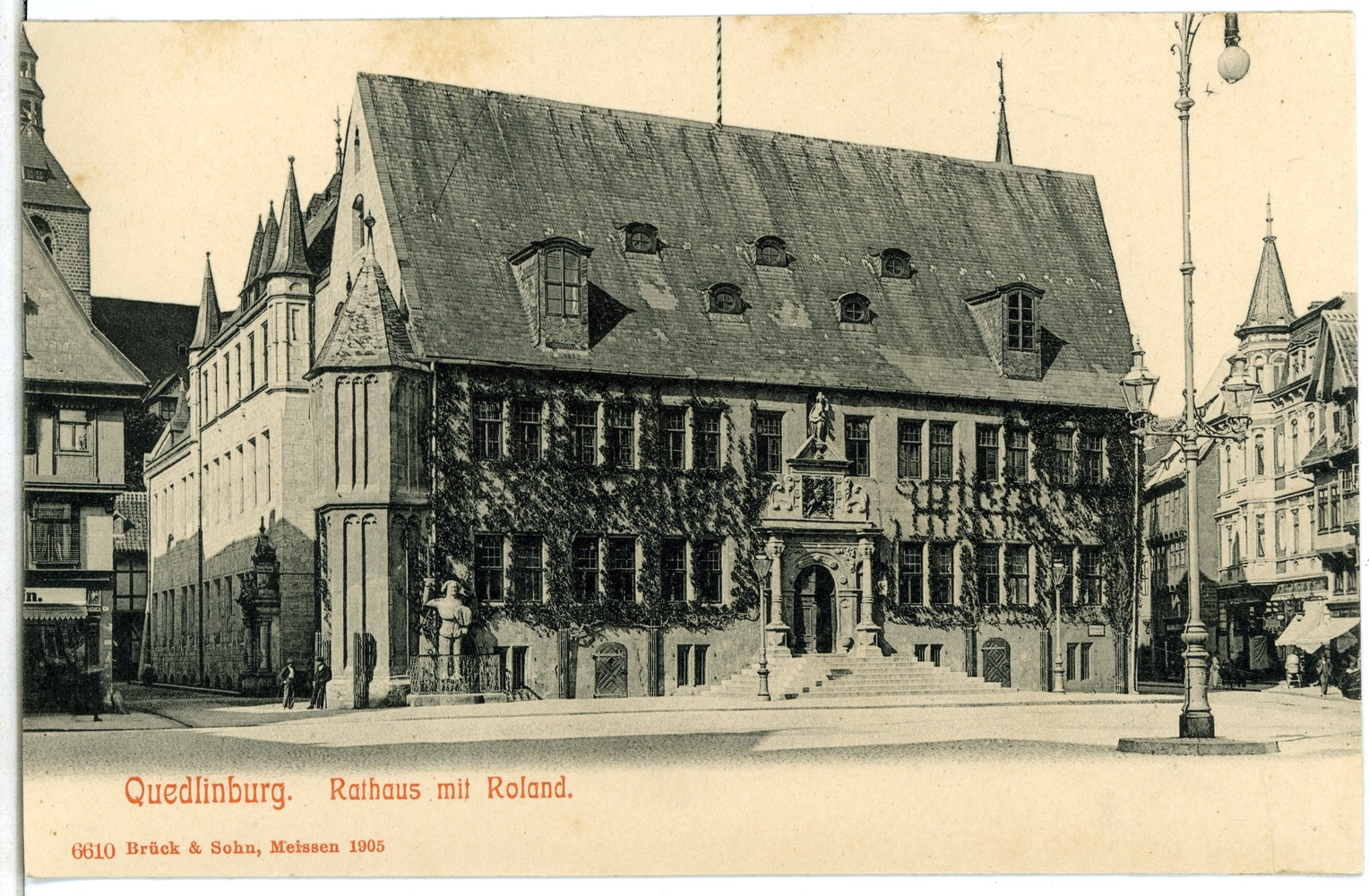
Aufnahme von 1905
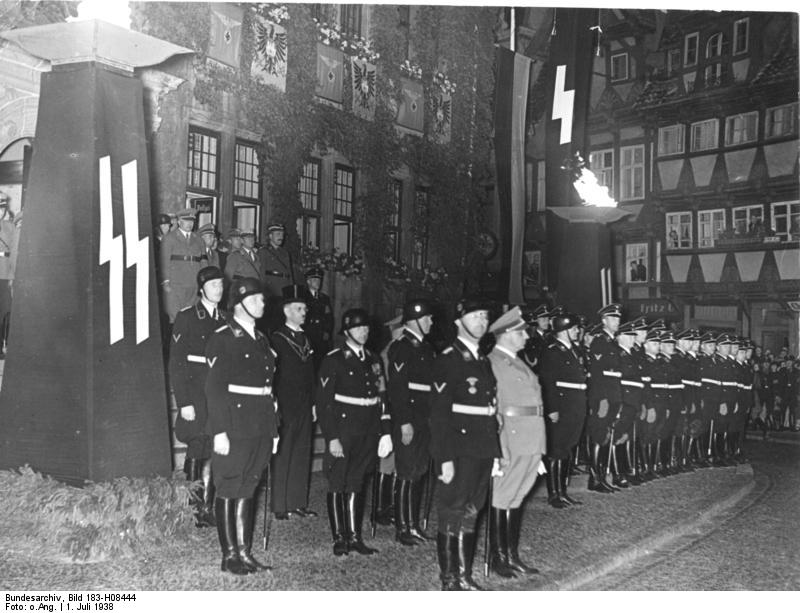
Sogenannte Heinrichs-Feier 1938 in der Zeit des Nationalsozialismus; im Hintergrund links das Rathaus Quedlinburg, rechts das Schuhmachergildehaus und das Haus Breite Straße 53
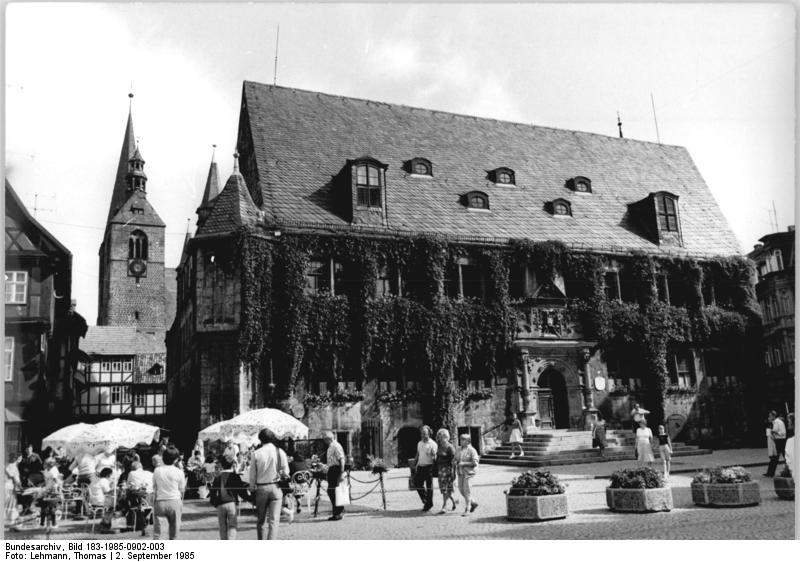
Rathaus im Jahr 1985

### Innengestaltung

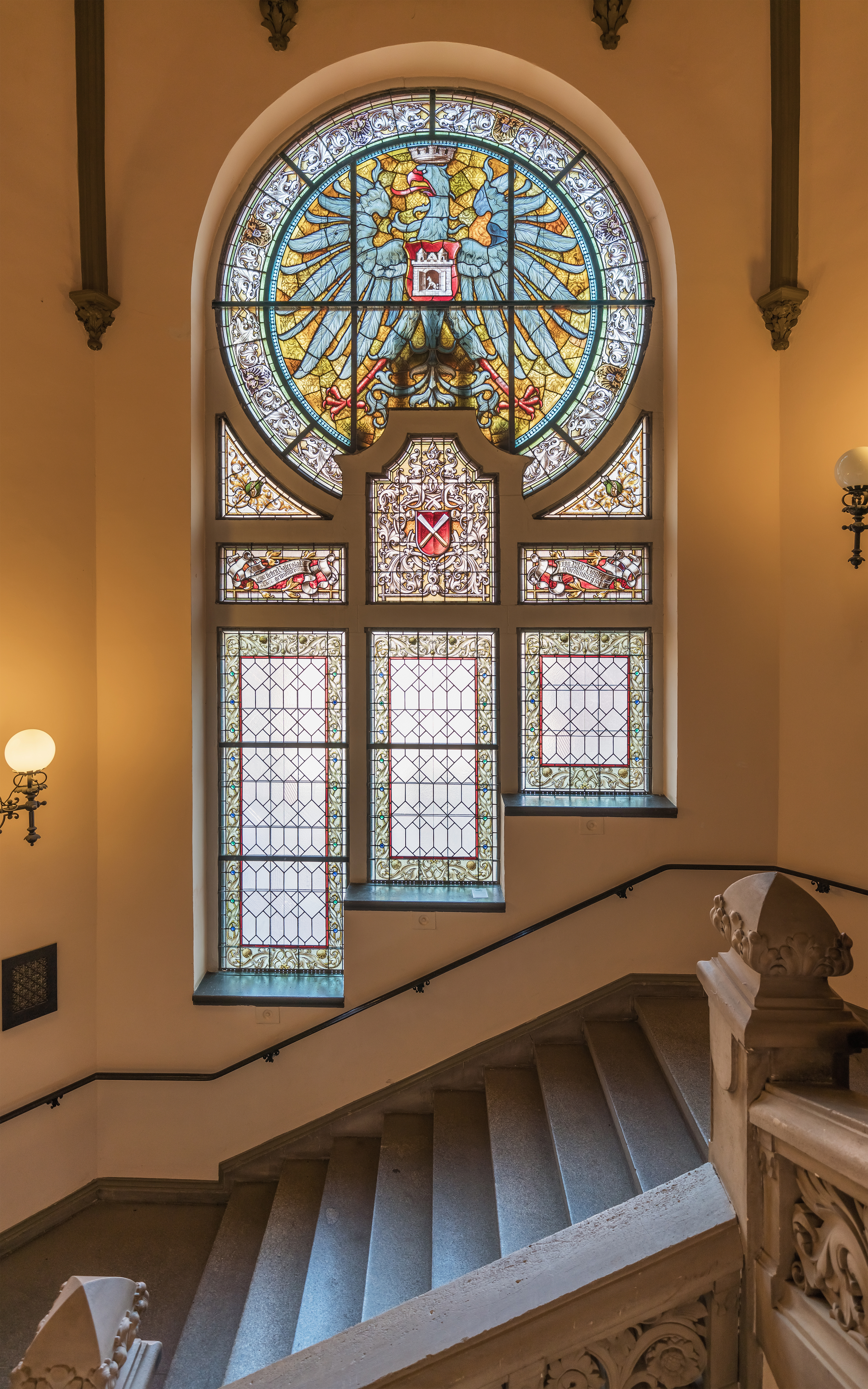
Treppenhaus im Inneren

Ursprünglich war die untere Etage des Rathauses ein zweischiffiger, flach gedeckter Raum. Aus dieser Phase ist eine hölzerne, reich beschnitzte Stütze unter dem Mittelunterzug aus der ersten Hälfte des 15. Jahrhunderts erhalten. Eine Konsole mit Christophorusfigur wurde später eingefügt. Im oberen Geschoss befand sich der repräsentative Bürgersaal, der auch für verschiedenste Feierlichkeiten diente. Im östlichen Teil des Erdgeschosses befand sich ein Bürgergehorsam als Arrestzelle. Auch die Marktmeisterei, in der auch die geeichten Gewichte und Maße aufbewahrt wurden, war im Erdgeschoss untergebracht. Auf dem Dachboden des Hauses wohnte der Marktmeister der Stadt. Auch der Raubgrafenkasten, heute im Schlossmuseum aufgestellt, befand sich hier. In ihm soll vom 7. Juli 1336 bis zum 20. März 1338 Albrecht II. von Regenstein gefangen gewesen sein.
Bei den Umbauten des Jahres 1615 wurde der westliche kreuzgratgewölbte zweischiffige Teil abgetrennt. Im Untergeschoss befinden sich moderne Einbauten. Die Freitreppe des Eingangs führt in eine von Pfeilern getragene Halle.
Die Erneuerung des oberen Stockwerks fand beim Umbau von 1898 bis 1901 statt. Erhalten blieben zwei reich mit Schnitzwerk versehene Türen, die auf die Jahre 1659 bzw. 1693 datiert sind. Bei diesem Umbau wurde ein neues Treppenhaus errichtet.
Der Sitzungssaal des Rathauses befindet sich im östlichen Gebäudeflügel und ist mit einer hölzernen Tonnendecke überspannt, die auf Dreipassgurten ruhen. Seine Ausstattung stammt überwiegend noch aus der Bauzeit um das Jahr 1900. Die Täfelung des Saals ist mit sechs vom Berliner Künstler Otto Marcus im Stil des Historismus geschaffenen Wandbildern verziert, die sich thematisch mit der Geschichte Quedlinburgs beschäftigen. So wird die 966 erfolgte Einführung der ersten Äbtissin Mathilde in ihr Amt, die Einbringung des gefangenen Raubgrafen Albrecht II. von Regenstein in die Stadt, die Heimkehr dreier Bürgermeister sowohl aus der Alt- als auch aus der Quedlinburger Neustadt von der Winterjagd, der Sturz des Rolands bei Unterwerfung der Stadt 1477, die Einführung der Reformation durch den blinden Prediger Kirchhoff 1534 und das Einrücken Brandenburger Truppen nach Quedlinburg 1698 dargestellt. Über dem Eingang befindet sich ein im Stil abweichendes, jedoch gleichfalls von Marcus stammendes, 1912/1914 entstandenes, dreigeteiltes Bild. Ein Heinrich der Vogler bei Entgegennahme der Königskrone darstellendes rundes Glasgemälde wurde 1901 vom Quedlinburger Ferdinand Müller geschaffen und befindet sich im Festsaal. Im gleichen Jahr schuf Müller ein weiteres rundes Bleiglasfenster für das Haupttreppenhaus, das das Quedlinburger Stadtwappen zeigt.
1974 wurden die im Halbkreis angeordneten Sitze und Pulte der Ratsherren entfernt.

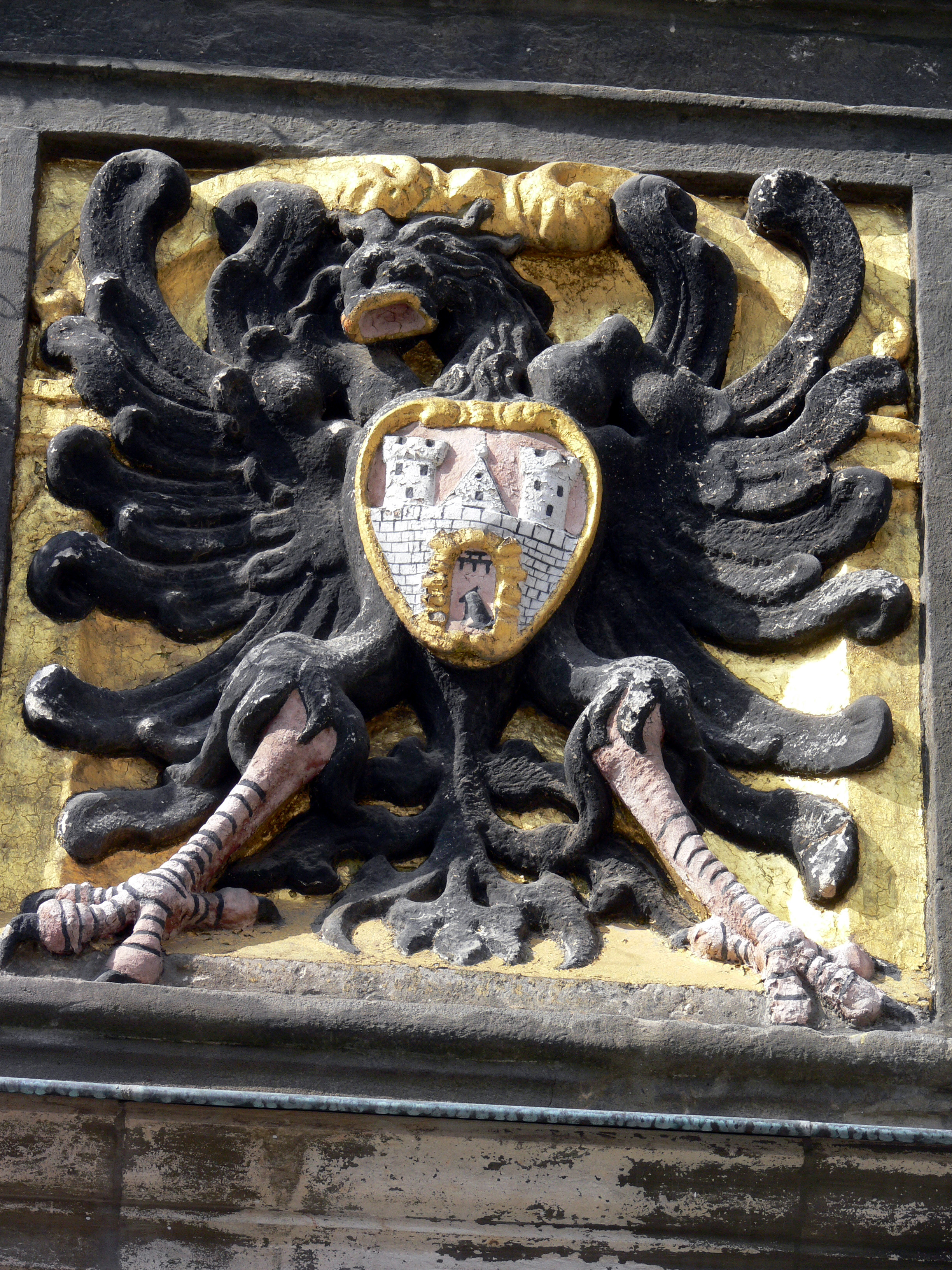
Wappendarstellung über dem Rathausportal
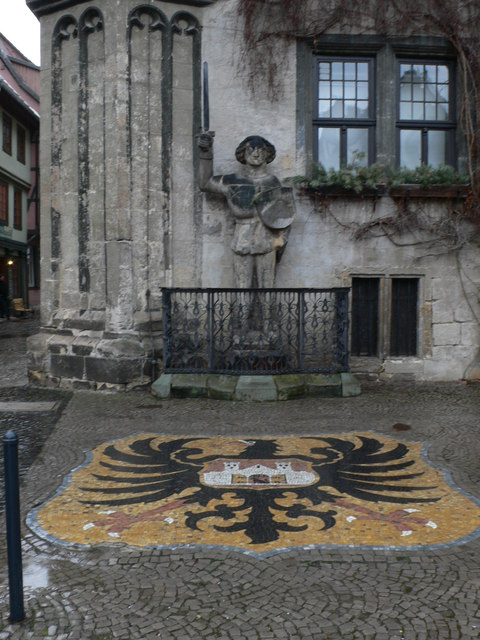
Roland und Mosaik an der südwestlichen Ecke des Rathauses
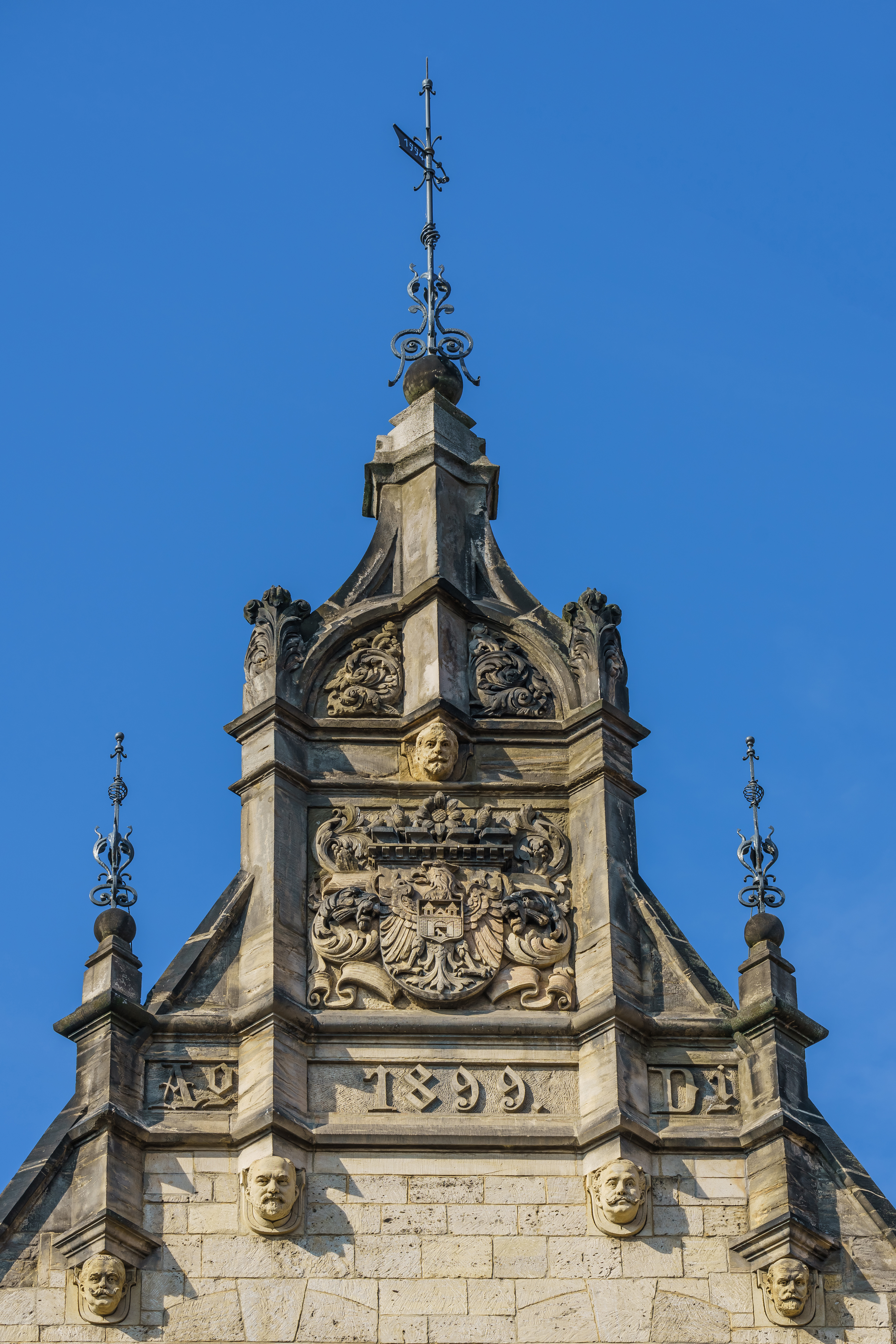
Detail eines Anbaus aus dem Jahr 1899
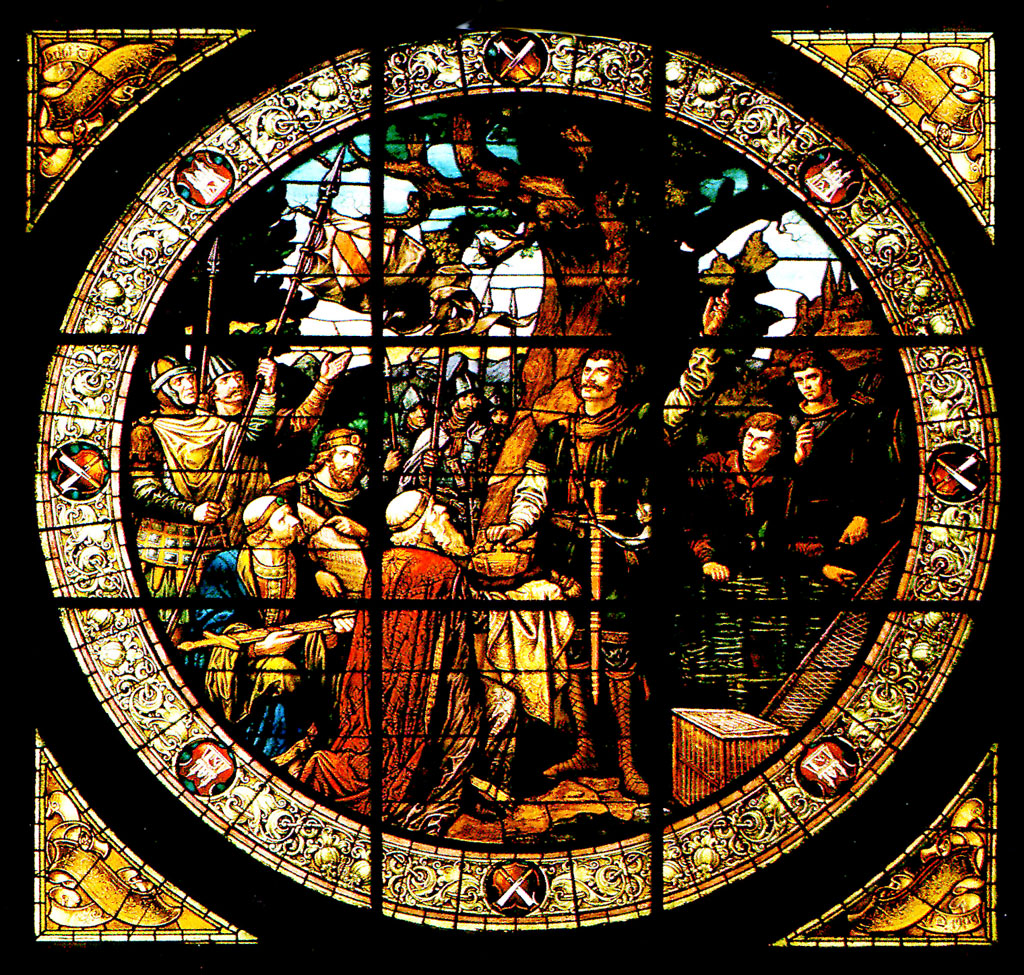
Glasgemälde mit der Darstellung, wie Heinrich I. am Finkenherd die Königskrone entgegennimmt, Ferdinand Müller, 1901